# Зендиди
Зендиди (груз. ზენდიდი) — село в Кедском муниципалитете Грузии.

## География
Село находится на правом берегу реки Аджарисцкали, на расстоянии в 1 километр от посёлка городского типа Кеда, административного центра муниципалитета. Абсолютная высота — 402 метра над уровнем моря.

## Население
По данным переписи населения 2014 года, в селе проживало 297 человек (145 мужчин и 152 женщины).

### Демография
| Год  | Численность |
| ---- | ----------- |
| 2002 | 332         |
| 2014 | 297         |

### Национальный состав
По национальной структуре грузины составили 100% населения села.